# Andreas Buschbacher
Andreas Buschbacher (*  7. Mai 1931; † 29. August 1993) war ein deutscher Politiker und von 1990 bis 1993 Landrat des  südbrandenburgischen Landkreises Bad Liebenwerda.

## Leben und Wirken
Der im Königreich Jugoslawien geborene Politiker kam durch Krieg und Vertreibung in die Region des heutigen Südbrandenburgs. Beruflich war er nach einer landwirtschaftlichen Ausbildung in der Leitung mehrerer Landwirtschaftsbetriebe sowie in der Ausbildung tätig.
Infolge des in der DDR am 17. Mai 1990 in Kraft tretenden „Gesetzes über die Selbstverwaltung der Gemeinden und Landkreise in der DDR (Kommunalverfassung)“ wurde der Kreis Bad Liebenwerda in Landkreis Bad Liebenwerda umbenannt.  Wenige Tage später wurde Buschbacher am 23. Mai 1990 durch den Kreistag mit großer Mehrheit zum Landrat des Landkreises Bad Liebenwerda gewählt und somit zu einem der wichtigsten regionalen Entscheidungsträgern in der Nachwendezeit, welche zahlreiche Umstrukturierungen in Wirtschaft und Verwaltung mit sich brachte. In seine Amtszeit fiel unter anderem auch die Entscheidung des Kreistages, dass der Landkreis Bad Liebenwerda nach Inkrafttreten des Ländereinführungsgesetzes beim Land Brandenburg verblieb, obwohl sich etwa drei Viertel der Einwohner in einer vorausgegangenen Bürgerbefragung im Juni 1990 für Sachsen (53,1 Prozent) oder Sachsen-Anhalt (21,4 Prozent) ausgesprochen hatten. 62,2 Prozent der Abgeordneten stimmten bei der am 21. Juli 1990 stattfindenden Abstimmung für Brandenburg. 35,5 Prozent votierten für Sachsen und lediglich 2,2 Prozent für Sachsen-Anhalt.
Noch vor dem im Dezember 1993 erfolgenden Aufgehen des Landkreises in den neu entstehenden Landkreis Elbe-Elster und dem damit verbundenen Ablauf seiner Amtszeit starb Buschbacher im August 1993 an einer schweren Krankheit. Sein Nachfolger in der Funktion als Landrat wurde Walter Kroker.

## Familie
Andreas Buschbacher ist der Vater des Rudertrainers Hartmut Buschbacher.